# Padma Kant Shukla
Padma Kant Shukla (* 7. Juli 1950 in Tulapur, Uttar Pradesh, Indien; † 26. Januar 2013 in Neu-Delhi) war ein deutscher Physiker indischer Herkunft und Professor an der Ruhr-Universität Bochum. Er arbeitete dort auf dem Gebiet der Plasmaphysik.

## Leben und Laufbahn
Nach seiner Promotion in Physik an der Banaras Hindu University in Varanasi im Alter von 22 Jahren ging Shukla an die Universität Umeå in Schweden, wo er 1975 einen zweiten Doktortitel (in Theoretischer Plasmaphysik) unter der Anleitung von Lennart Stenflo erwarb. Danach wechselte er an die Ruhr-Universität nach Bochum, wo er für den Rest seiner Laufbahn als Wissenschaftlicher Angestellter an der Fakultät für Physik und Astronomie tätig war und 2010 zum RUB International Chair ernannt wurde. Gleichzeitig war er mit 14 weiteren Institutionen affiliiert, so z. B. als Gastprofessor mit der Universität Umea oder als externes Mitglied mit den Max-Planck-Instituten für Plasmaphysik und für extraterrestrische Physik.
Shukla veröffentlichte über 1400 Artikel in Fachzeitschriften zu Themen der Plasmaphysik, die (laut Scopus, Stand 2021) über 33.000 mal zitiert wurden (h-Index 79). Zu den Schwerpunkten seiner Arbeit, die in einem der Grenzgebiete von Plasmaphysik und Astrophysik angesiedelt war, zählten insbesondere der Physik staubiger Plasmen, Neutrino-Plasmaphysik – zwei Felder, zu deren Etablierung er wesentlich beigetragen hat – und über nichtlineare Phänomene wie parametrische Instabilitäten, Solitonen und Vertizes.
Shukla starb überraschend auf der Reise nach Neu-Delhi am Tag nachdem er den Hind Rattan (Jewel of India) Preis erhalten hatte.
Mit seiner Frau Ranjana hatte er drei Söhne.

## Ehrungen und Auszeichnungen
2005 wurde er für seine Leistung als Entdecker und Mentor junger Wissenschaftler als erster Westeuropäer mit der Nicholson Medal for Human Outreach der American Physical Society (APS) ausgezeichnet. 2006 erhielt er den Gay-Lussac-Humboldt-Preis des französischen Ministeriums für Bildung und Wissenschaft. 2009 wurde er mit dem 22. Khwarizmi International Award des Iranian Research Organization for Science and Technology (IROST) ausgezeichnet und erhielt die Ehrendoktorwürde der Technischen Universität Lissabon.
2001 wurde Shukla Fellow der American Physical Society, 2006 wurde er als bis dahin einziger Deutscher in die Physikklasse der Königlich Schwedischen Akademie der Wissenschaften berufen, seit 2009 war er Korrespondierendes Mitglied der Royal Society of Edinburgh, Auswärtiges Mitglied der Königlich Schwedische Akademie der Ingenieurwissenschaften und assoziiertes Mitglied der Academy of Sciences for the Developing World (Triest).

## Schriften
- mit Abdullah Al Mamun: Introduction to Dusty Plasma Physics. Institute of Physics Pub., Bristol 2002, ISBN 0-7503-0653-X